# Le Journal de Barbie
Série Barbie
Barbie Fairytopia: Mermaidia
(2006) Barbie au bal des douze princesses
(2006)
Pour plus de détails, voir Fiche technique et Distribution.
Le Journal de Barbie (The Barbie Diaries) est un long métrage d'animation américain réalisé par Eric Fogel, sorti directement en vidéo en 2006.

## Synopsis
Barbie est une lycéenne normale, amourachée du garçon le plus populaire du lycée, Todd. Mais il sort avec Raquelle, sa grande rivale. Un jour, Kevin, le meilleur ami de Barbie, découvre par chance que Raquelle a largué Todd, ce qui lui donne l'occasion de se rapprocher de lui. Mais quand Barbie et ses deux amies, Courtney et Tia, vont au centre commercial acheter une robe pour le Bal de l'Automne auquel Todd doit être son cavalier, Raquelle et ses deux comparses, Regen et Dawn, s'y trouvent aussi et les aperçoivent. Barbie doit alors faire face à la réalité quand Todd lui annonce au téléphone qu'il s'est remis avec Raquelle : il s'est servi d'elle pour rendre Raquelle jalouse. Au moment de quitter le magasin, la vendeuse décide de lui remonter le moral en lui offrant, ainsi qu'à Courtney et Tia, des bracelets uniques. Celui de Barbie a la particularité d'ouvrir un journal dans lequel elle va pouvoir coucher ses pensées.
Et depuis qu'elle écrit son journal, Barbie a l'impression que tout lui réussit, comme quand son groupe de rock remporte l'audition pour animer le Bal de l'Automne. Elle est alors persuadée que son bracelet lui porte chance et panique dès qu'elle pense l'avoir perdu. Mais Barbie est de plus en plus centrée sur elle-même, voulant à tout prix être remarquée, au point de négliger ses amies et leur groupe. Pour obtenir une place de présentatrice au journal du lycée, l'idée lui vient de tourner un reportage sur les filles populaires et suit les conseils de Kevin pour s'infiltrer dans leur groupe. Mais Barbie se laisse prendre jeu et ne se rend pas compte du mal qu'elle peut causer, à ses amis comme à ses rivales.

## Fiche technique
- Titre original : The Barbie Diaries
- Titre français : Le Journal de Barbie
- Réalisation : Eric Fogel
- Scénario : Elise Allen et Laura McCreary
- Direction artistique : Dustin Lindblad
- Musique : Russel DeSalvo et Peter Schwartz
- Production : Kallan Kagan ;  Rob Hudnut, Susan Holden, Steve Oakes, David Starr et Richard Winkler (exécutifs)
- Société de production : Mattel Entertainment, Curious Pictures
- Sociétés de distribution : Christal Films Distribution
- Pays : États-Unis
- Langue d'origine : anglais
- Format : couleur - son stéréo
- Genre : animation
- Durée : 70 minutes
- Dates de sortie :
  - États-Unis : 9 mai 2006
  - France : 6 juin 2006[2]

Sources : Générique du DVD, IMDb

## Distribution
| - Kelly Sheridan : Barbie - Skye Sweetnam : Barbie (chant) - Sarah Edmondson : Courtney - Venus Terzo : Tia - Matt Hill : Kevin - Cathy Weseluck : Principal Peters - Chiara Zanni : Rachelle - Maryke Hendrikse : Reggen - Andrew Francis : Todd - Anna Cummer : Dawn - Heather Doerksen : Stéphanie - Joe May : Mr. Wexler - Michael Daingerfield : Mr. Bennet / Stage Manager - Ashleigh Ball : The DJ | - Edwige Lemoine : Barbie - Ariane Aggiage : Courtney - Karine Texier : Tia - Yoann Sover : Kevin - Blanche Ravalec : Mme Peters - Noémie Orphelin : Raquelle - Delphine Braillon : Reggen - Sébastien Desjours : Todd - Fily Keita : Dawn - Cathy Diraison : Stéphanie - Serge Biavan : M. Wexler - Denis Boileau : le professeur de chimie |

Source : Générique du DVD

## Bande originale du film
1. This Is Me - Skye Sweetnam
2. Invisible - Kesha
3. I Don't Wanna Sleep - Deanna DellaCioppa
4. Where You Belong - Huckapoo
5. Real Life - Skye Sweetnam
6. Girl Most Likely To - Skye Sweetnam
7. Feels Like Love - Dana Calitri
8. Note to Self - Skye Sweetnam
9. Fate Finds A Way - Elanya

## Autour du film
Créée en 1959, la poupée Barbie est à l'origine de nombreux produits dérivés. Elle a également inspiré plusieurs films d’animation. Le Journal de Barbie est sorti la même année que Barbie Mermaidia et Barbie au bal des douze princesses.
Cet épisode s’adresse à un public un peu plus âgé que les films précédents et se veut résolument contemporain. On y suit les préoccupations bien actuelles de Barbie, son groupe de rock, ses amies, ses rivales et les garçons.
Le film a fait l’objet d’une adaptation en jeu vidéo : The Barbie Diaries : High School Mystery.